# Friedrich Brugger

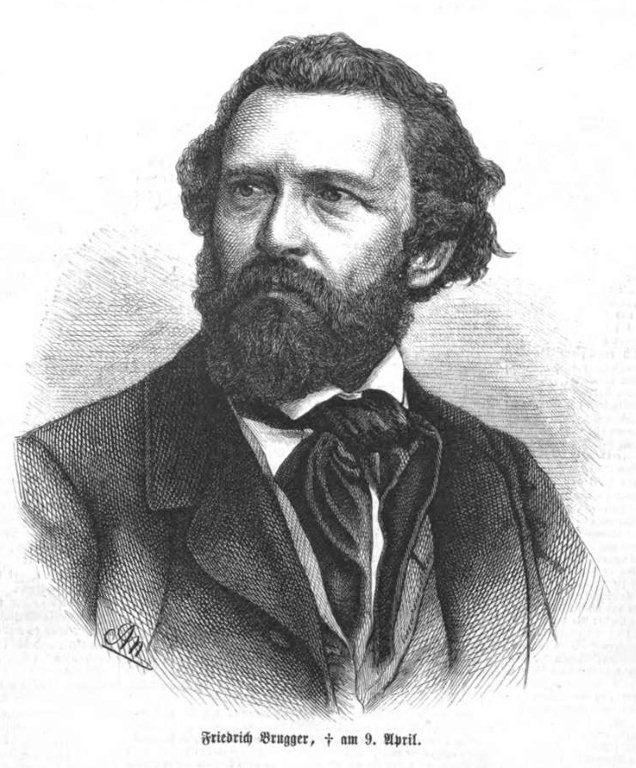
Friedrich Brugger. Grafik von Adolf Neumann.

Friedrich Brugger (* 13. Januar 1815 in München; † 8. April 1870 ebenda) war ein deutscher Bildhauer.

## Biografie
Brugger studierte an der Akademie der Bildenden Künste in München. Nach seinem Aufenthalt in Italien von 1841 bis 1843 kehrte er zurück nach München und erhielt dort von König Ludwig I. Aufträge für mehrere Büsten in der Ruhmeshalle und für mehrere große Bronzestatuen. Zusammen mit Johann Martin von Wagner und Johann Halbig schuf er die Quadriga auf dem Münchner Siegestor. Er entwarf und modellierte die Form des 1860 von Ferdinand von Miller gegossenen Denkmals für König Maximilian II., das auf dem Ehrenplatz des Alten Schlosses in der Maximilianstraße in Bayreuth zu sehen ist.

## Grabstätte

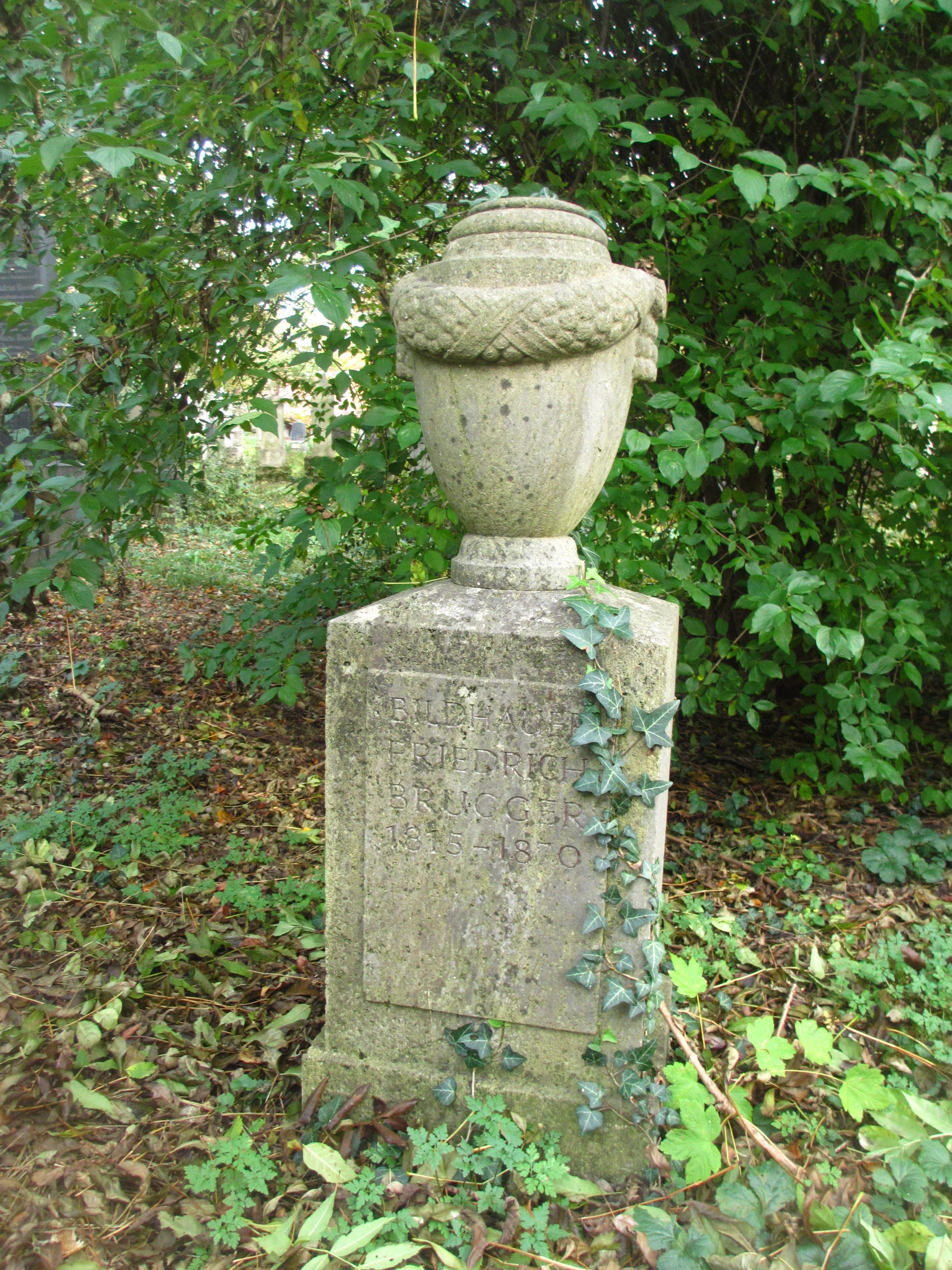
Grab von Friedrich Brugger auf dem Alten Südlichen Friedhof in München

Die Grabstätte von Friedrich Brugger befindet sich auf dem Alten Südlichen Friedhof in München (Gräberfeld 16 – Reihe 10 – Platz 26) Standort.

## Weitere Werke (Auswahl)
- 1848: Denkmal für Christoph Willibald Gluck auf dem Promenadeplatz in München
- 1852 (gemeinsam mit Leo von Klenze): Grabmal für Johannes von Müller auf dem Altstädter Friedhof in Kassel (1936 demontiert, 2009 rekonstruiert)
- 1857: Denkmal für Jakob Fugger an der Philippine-Welser-Straße in Augsburg
- 1857: Wachsporträt von Hermann von Vicari im Augustinermuseum in Freiburg (Breisgau)
- 1858: Denkmal für Herzog Ludwig den Reichen in Landshut
- 1860: Denkmal für Carl Philipp von Wrede in Heidelberg (am 17. April 1940 demontiert und eingeschmolzen)[2]
- 1861: Denkmal für Friedrich Wilhelm Joseph Schelling an der Maximilianstraße in München
- 1861: Kurfürst-Max-Emanuel-Denkmal auf dem Promenadeplatz in München
- 1867: Denkmal für Leo von Klenze am Gärtnerplatz in München

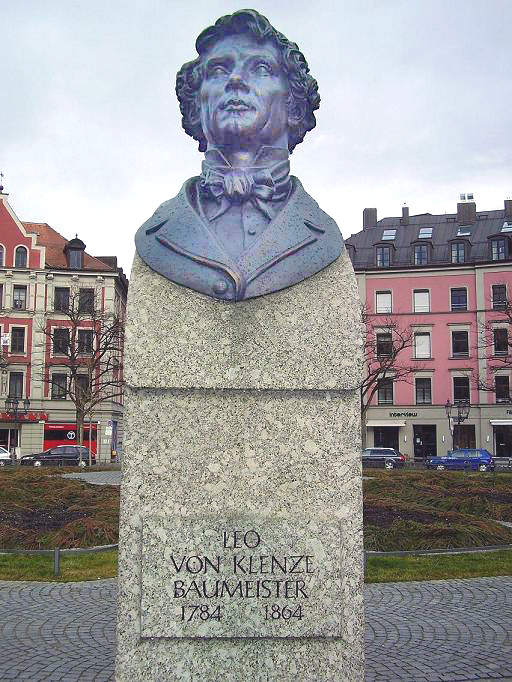
Denkmal für Leo von Klenze in München
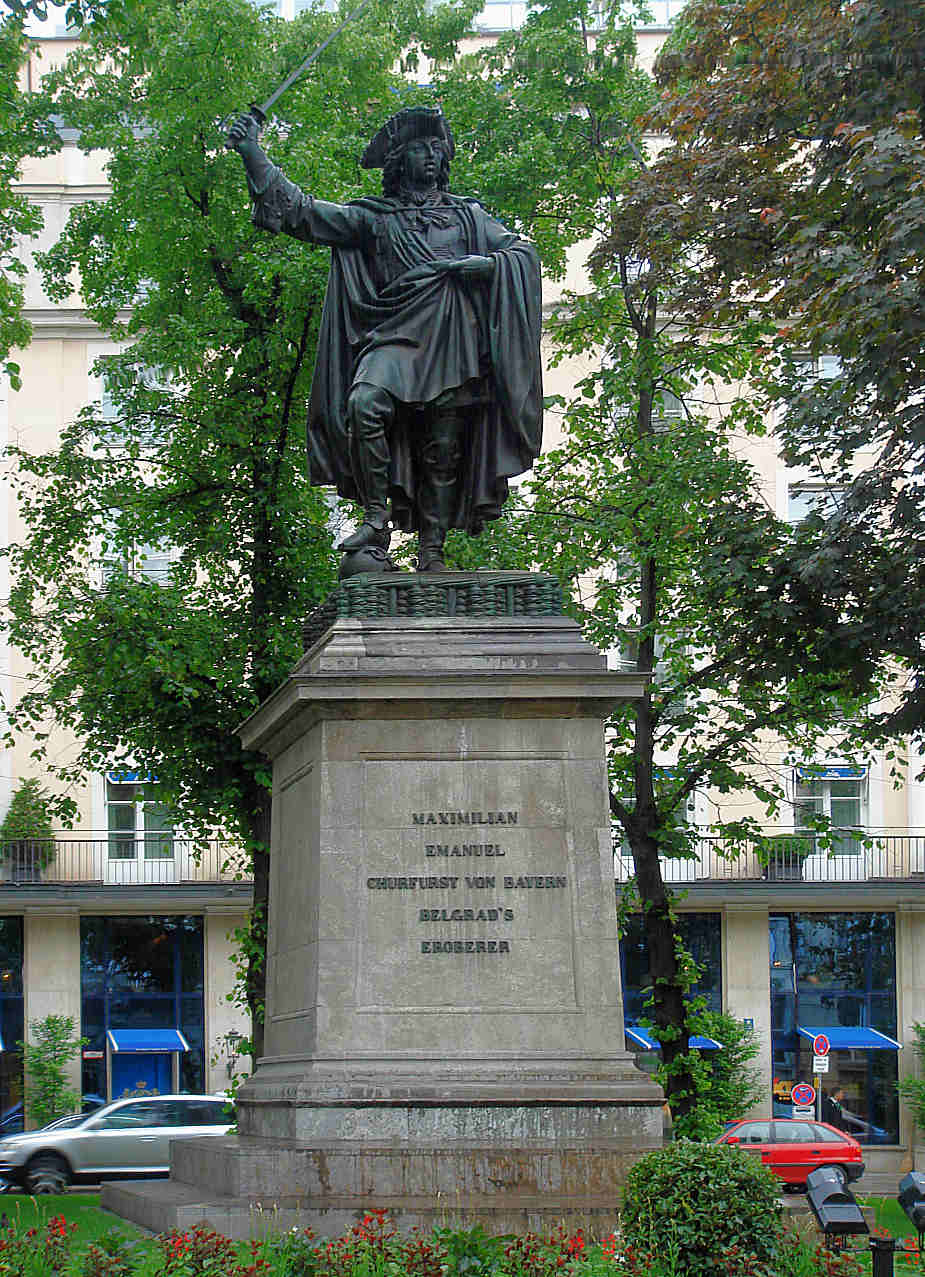
Denkmal für Max II. Emanuel in München
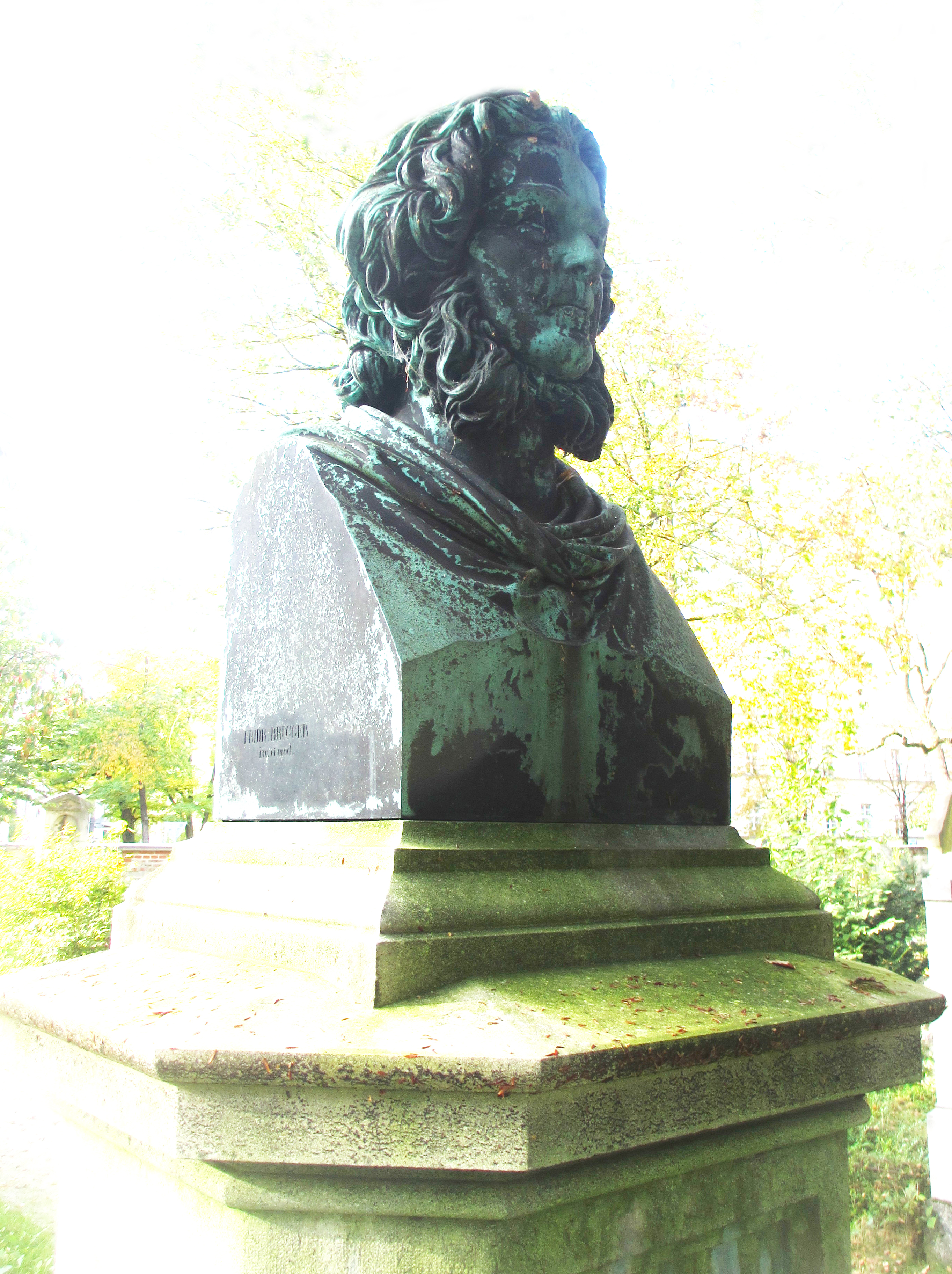
Büste auf Grab von Ernst Lasaulx
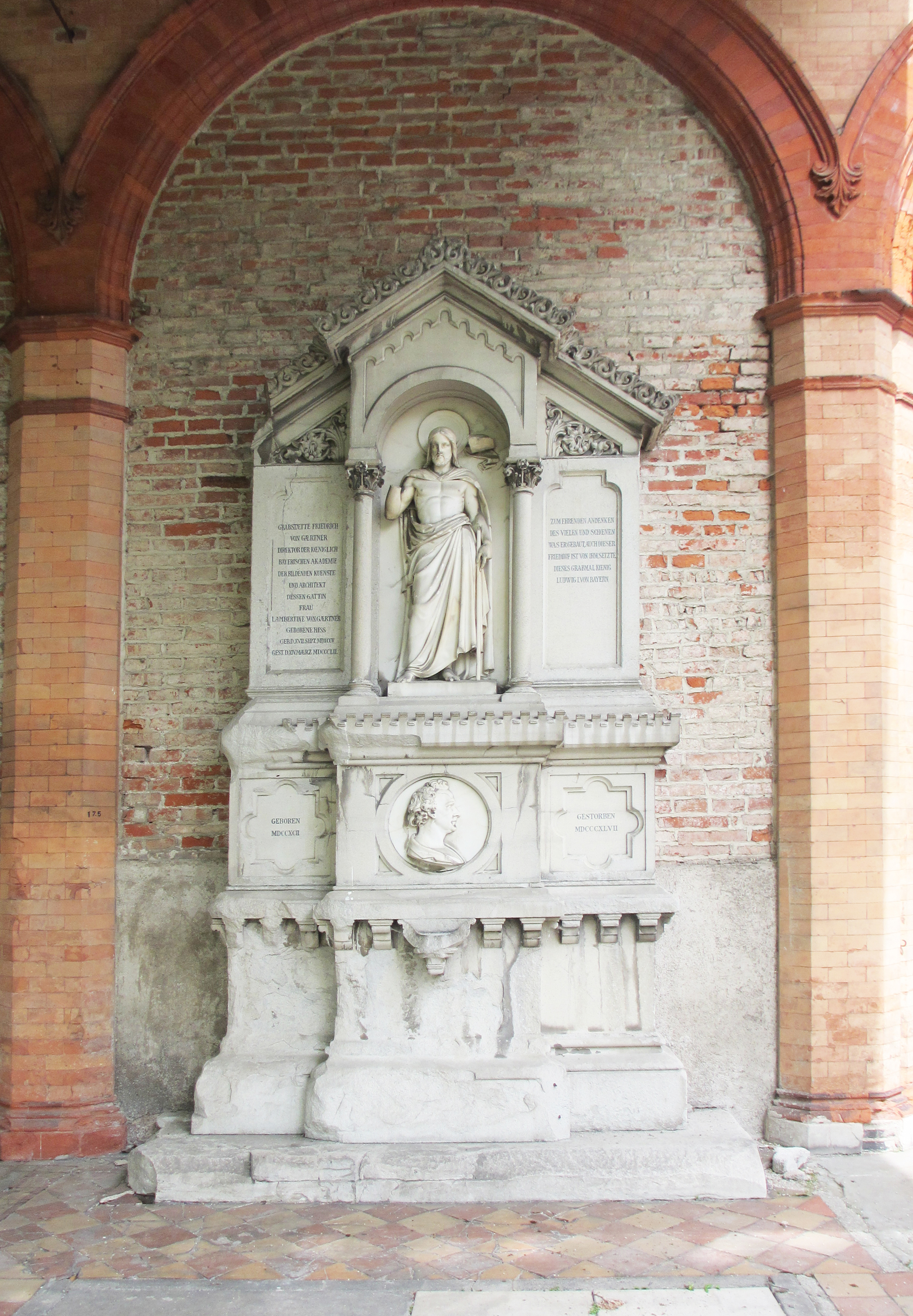
Grab von Leo von Klenze
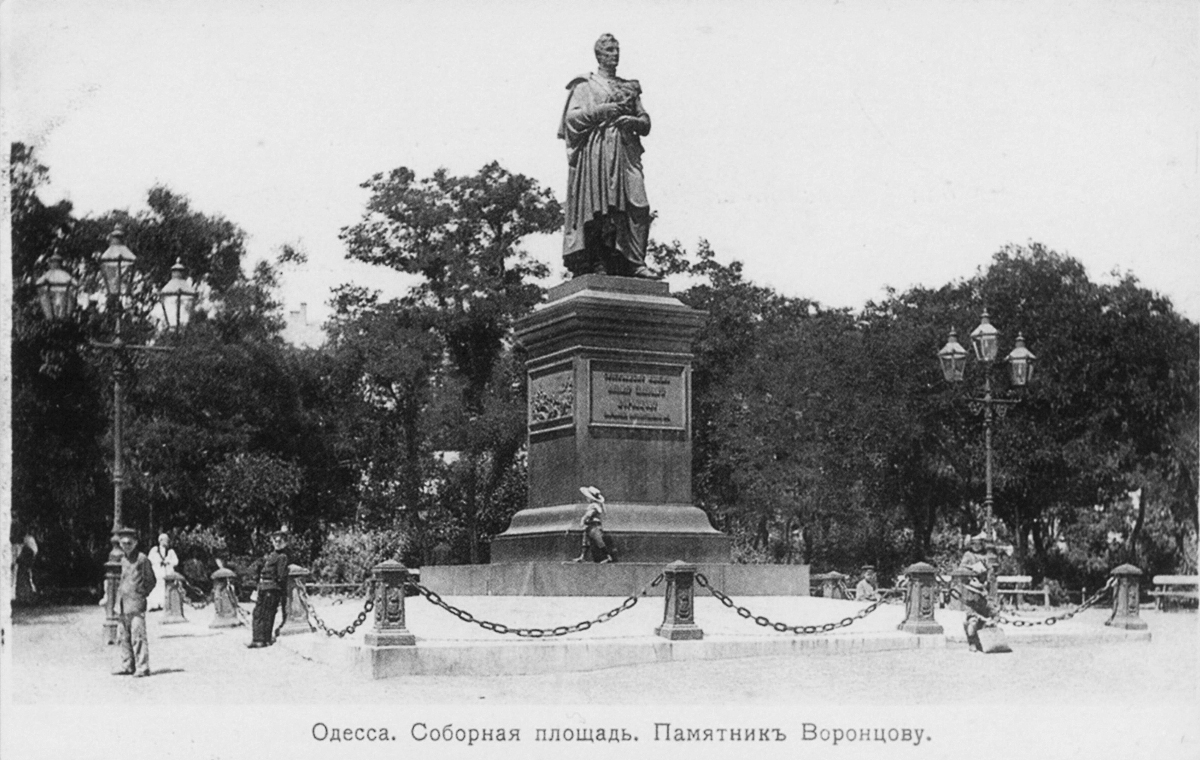
Denkmal für Michail Semjonowitsch Woronzow in Odessa